# Tongye
Tongye (przed III wiek p.n.e. - III wiek) było państwem zajmującym część południowo-zachodniego fragmentu Półwyspu Koreańskiego we wczesnych wiekach naszej ery. Zajmowany obszar odpowiadał mniej więcej dzisiejszych prowincji Hamgyŏng Południowy oraz Kangwŏn w Korei Północnej oraz Gangwon w Korei Południowej. Ludność państwa dzieliła językowe i etniczne pochodzenie z mieszkańcami Goguryeo oraz Okjeo. To może wskazywać na wspólne pochodzenie z mandżurskim królestwem Buyeo (부여). Pierwszy raz w zapiskach państwo to zaistniało jako wasal królestwa Wiman Joseon.
Nie ma zbyt wielu informacji o Tongye. Festiwal Mucheon (무천, 舞天), wspominany jest w niektórych zapiskach z tamtego okresu. Wydaje się on być blisko spokrewniony z festiwalem Dongmaeng (동맹, 東盟), który odbywa się mniej więcej w tym samym czasie.
Podstawą gospodarki kraju było rolnictwo, włączając w to produkcję jedwabiu. Głównym celem festiwalu Mucheon było zapewnienie sobie przychylności bóstw dotyczącej przyszłorocznych zbiorów. Prawo przewidywało ciężkie kary za wkraczanie na ziemie gminne.
W trakcie rządów króla Goguryeo Gwanggaeto, Tongye zostało wchłonięte do królestwa, które zaczęło dominować w całej północnej części Półwyspu Koreańskiego.